# Bijugis hungarica
Bijugis hungarica är en fjärilsart som beskrevs av Szent-ivány 1941. Bijugis hungarica ingår i släktet Bijugis och familjen säckspinnare. Inga underarter finns listade i Catalogue of Life.